# Дидион, Исидор
Исидор Дидион (фр. Isidore Didion; 22 марта 1798, Тьонвиль — 4 июля 1878, Нанси) — французский бригадный генерал, математик, баллистик, военный писатель. Член-корреспондент Французской Академии наук (с 1873).

## Биография
С 1817 года обучался в Политехнической школе в Париже. В 1819 году продолжил учёбу в артиллерийском училище в Меце.
В 1830 году получил чин капитана. С 1837 года — преподаватель курса артиллерии в артиллерийско-инженерном училище Меца. Занимал эту должность до 1846 года, когда был назначен штабным офицером, а затем стал помощником директора пороховых заводов.
В 1848 году был назначен военным директором капсюльного завода в Париже. В феврале 1854 года ему присвоен чин полковника, в марте 1858 года — бригадного генерала.
Тогда же назначен командующим артиллерией крепости Мец. В 1860 году вышел в отставку.

## Научная деятельность
Как профессор артиллерии, И. Дидион участвовал в специальных баллистических исследованиях. Представил в Академию наук документы по баллистике, в 1848 году опыты по движению орудийных ударников.
Занимая кафедру с 1837 года, составил в 1848 году первый полный курс внешней баллистики под заглавием: «Traité de balistique». Этот курс, превосходный по своему плану и выполнению, служил исходной точкой при составлении последующих курсов внешней баллистики. Курс основан на выражении сопротивления воздуха двучленом, в котором первый член пропорционален квадрату, а второй — кубу скорости снаряда. Такое выражение было принято им на основании опытов над сопротивлением воздуха на сферические снаряды, произведенных им в Меце в 1839—1840 годах совместно с французскими учёными Пиобером и Мореном, а так как при принятом законе сопротивления не могут быть проинтегрированы дифференциальные уравнения движения снаряда, то И. Дидион предложил приближённый способ и составил удобные таблицы для облегчения вычисления функций, входящих в формулы, полученные при интегрировании по его способу. В курсе также приведены формулы углубления снарядов в твердые среды, выведенный на основании тех же опытов при стрельбе сферическими снарядами в разные среды. Во втором издании своего курса (1860) И. Дидион применил эти формулы и к продолговатым снарядам. Им предложен общепринятый теперь способ определения отклонения снарядов от ветра и составил таблицы вероятностей попасть в полосы, квадраты, круги и прямоугольники, помещенные в его сочинениях: «Memoires sur la probabilite du tir», 1857, и «Calcul des probabilites appliqué au tir»·, 1858.
В 1873 году он был избран членом-корреспондентом Французской Академии наук, был также экспертом Парижской политехнической школы. Возглавлял приёмную комиссию школы с 1851 до 1858 год.
Автор нескольких учебников по баллистике.

## Избранные труды
Его сочинения по баллистике считаются классическими. 
- Exercises sur la justesse comparée du tir des balles sphériques, plates et longues. Paris (1839)
- Mémoire sur la balistique. Paris (1854)
- Cours élémentaire de balistique. Paris (1854)
- Lois de la résistance de l’air sur les projectiles, Paris (1857).
- Calcul des probabilités appliqué au tir des projectiles, Paris (1858).
- Cours élémentaire de balistique, Paris (1858).
- Traité de balistique, Paris (1860).
- Notice sur la vie et les ouvrages du général Poncelet, Paris (1859).
- Études sur le tracé des roues hydrauliques à aubes courbes de M. le général Poncelet, Paris (1870).
- Calcul des pensions dans les sociétés de prévoyance, 1864.
- Discours sur l’état des sciences exactes à Metz. — Mémoire de l’Académie nationale de Metz, (1838).
- Des lois de la résistance de l’air sur les projectiles animés de grandes vitesses, 1856.
- Discours sur le résultat des travaux scientifiques entrepris à Metz par l’artillerie . Mémoire de l’Académie nationale de Metz (1860).
- Système de notation des diverses unités employées dans les sciences appliquées. Mémoire de l’Académie nationale (1835).
- Mouvement d’un segment sphérique sur un plan incliné. Comptes Rendus de l’Académie des Sciences (1873).

## Награды
- Кавалер Ордена Почётного легиона (1839)
- Офицер Ордена Почётного легиона (1854)
- Командор Ордена Почётного легиона (1863)
- Орден Святой Анны (Российская империя)
- Офицер Ордена Леопольда I
- Орден Славы (Тунис)
- Орден «За военные заслуги» (Тоскана)
- Орден Святых Маврикия и Лазаря (Савойский дом)